# Roger Midgley
Roger Midgley   (Plympton, 23 de novembre de 1924 - 12 de desembre de 2019) va ser un jugador d'hoquei sobre herba britànic que va competir durant la dècada de 1950.
El 1952 va prendre part en els Jocs Olímpics de Hèlsinki, on guanyà la medalla de bronze en la competició d'hoquei sobre herba.